# Rika
Rika (ukrajinsky Ріка, maďarsky Nagyág) je ukrajinská řeka (Zakarpatská oblast), přítok Tisy.
Protéká severojižním směrem a odvádí vodu z Karpat; jako horská řeka formuje v nížinných oblastech široká údolí s četnými meandry. Její údolí dosahuje v oblastech horního toku šíře někdy i 40 m, a v oblasti dolního toku, resp. v místě, kde opouští Karpaty až 500 m. Údolí Riky slouží také jako dopravní tepna; je zde vedena silnice spojující města Chust a Mižhirja. Na mnohých místech je přemostěna, buď prostými zavěšenými lávkami, či betonovými silničními mosty.
Vzniká soutokem menších řek Prislyp a Torunka v nadmořské výšce 583 m n. m. a po 92 km se vlévá do Tisy, jako její pravostranný přítok. V centrální části jejího toku, nedaleko vesnice Nižnyj Bystryj se její voda využívá pro přečerpávací elektrárnu. Nedaleko Chustu, kde se setkává s Tisou, je přehrazena a její voda se využívá k výrobě elektrické energie. Její povodí má rozlohu 1240 km².